# Palais de Marbre (Helsinki)
Palais de Marbre (finnois : Marmoripalatsi) est un bâtiment situé dans le quartier de Kaivopuisto à Helsinki en Finlande.

## Histoire
Le palais construit en 1918 pour l'industriel August Keirkner est conçu par Eliel Saarinen  avec l'aide de Gunnar Finne, Emil Wikström et de Olga Gummerus-Ehrström.
La surface utile est de 1 400 m2 pour une surface au sol de 2 100 m2.
August Keirkner décède la même année dans les troubles de la guerre civile finlandaise. 
En 1937, sa veuve vend le palais à Rudolf Walden et lègue sa collection d'art au musée Ateneum. 
Rudolf Walden décède en 1946, et l'année suivante l'état finlandais loue le palais de marbre Puis en dévient propriétaire en 1949.
En 1952 la Cour d'appel d'Helsinki (fi) nouvellement créée s'y installe jusqu'en 1984 avant de partir pour Itä-Pasila.
En 2013, il est mis en vente par les propriétés du Sénat.

## Galerie

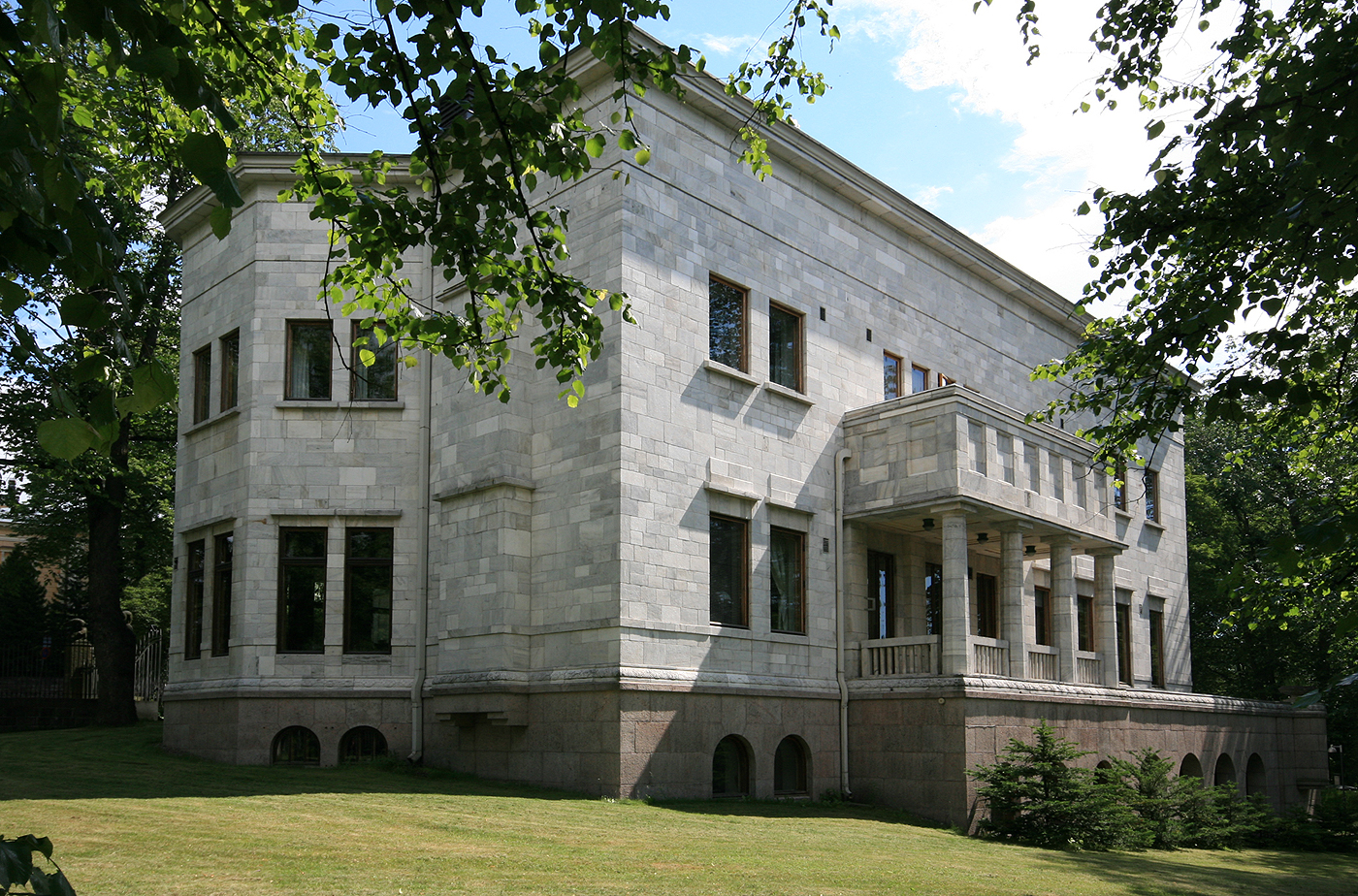
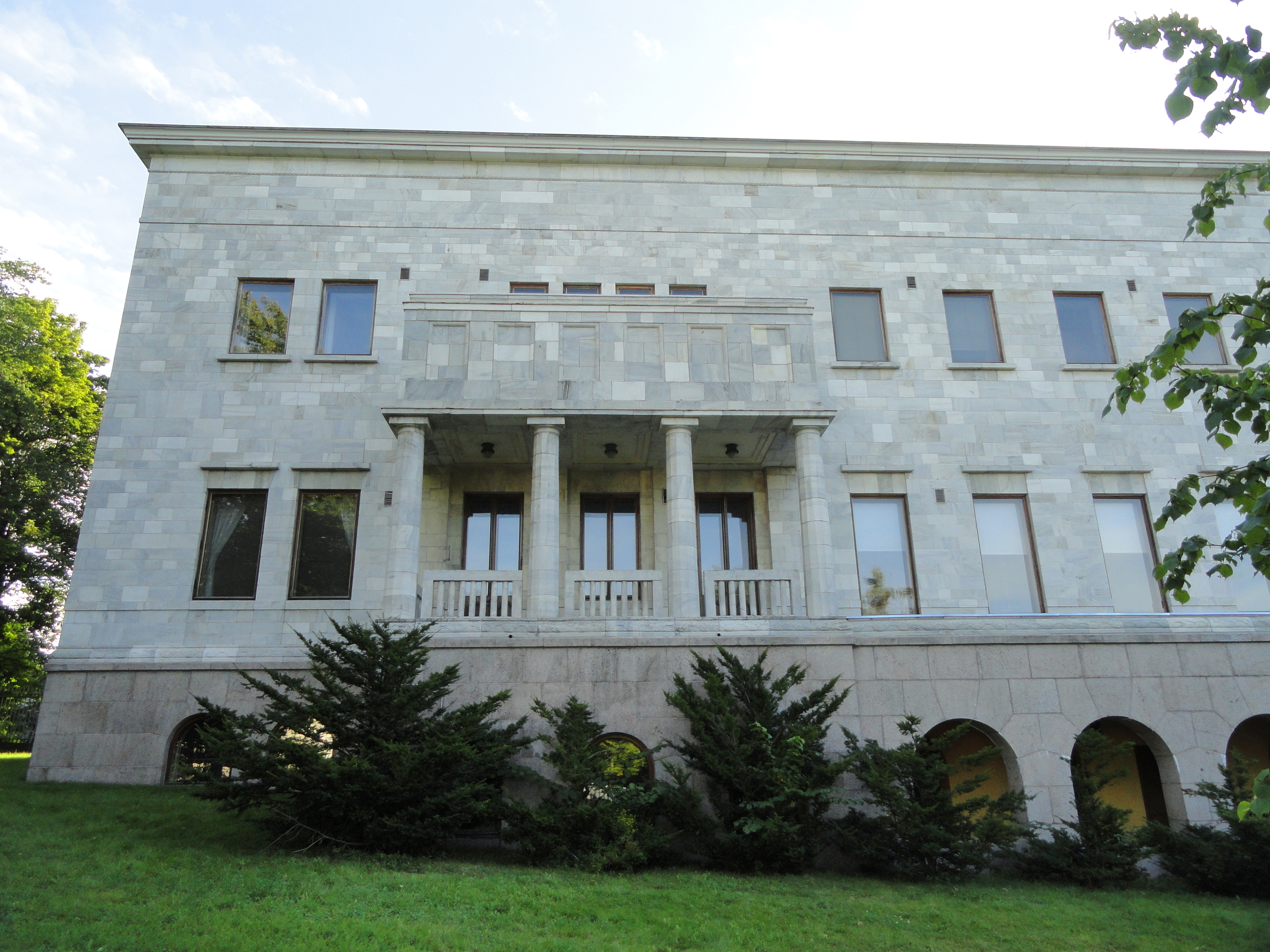
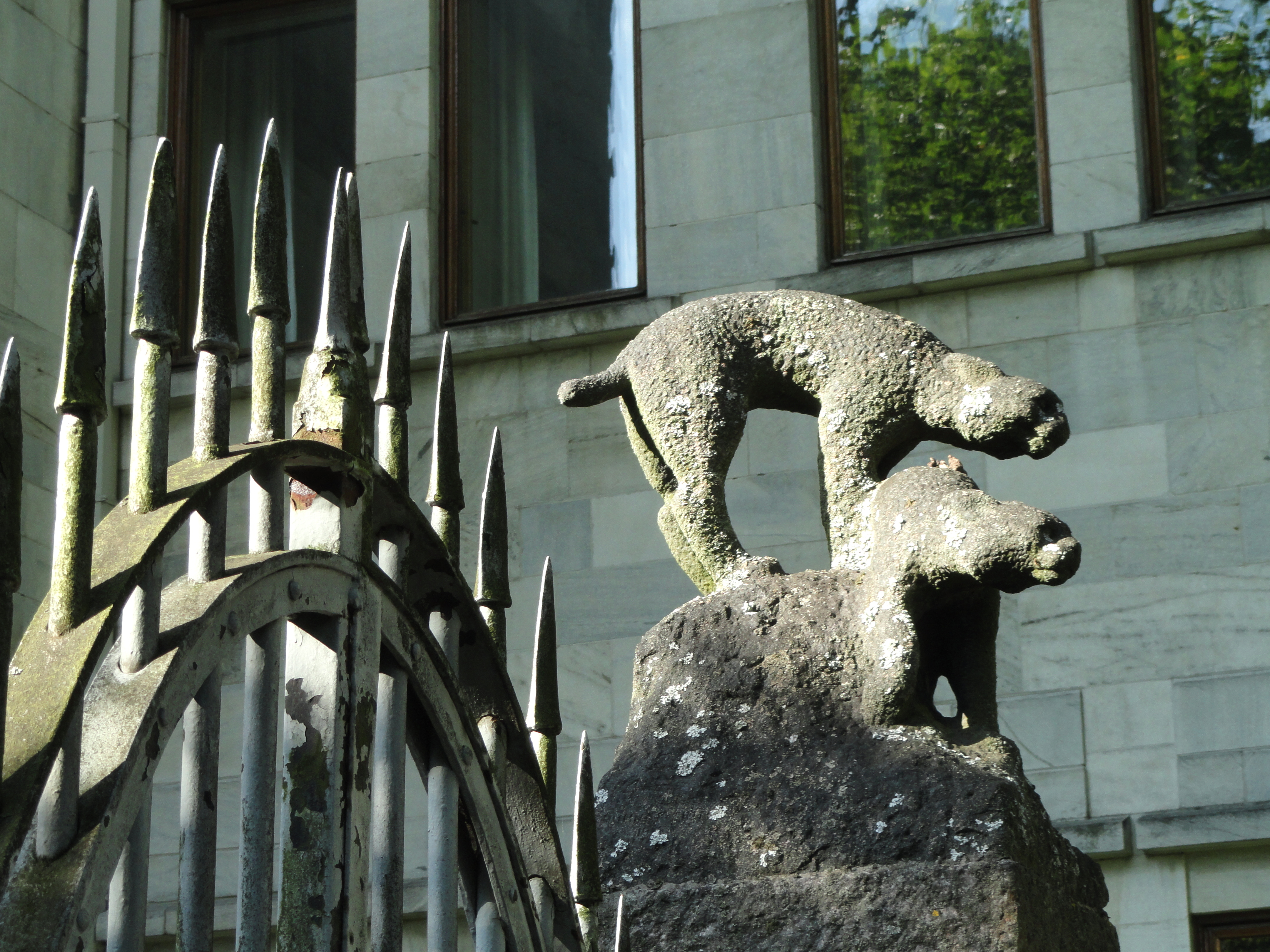
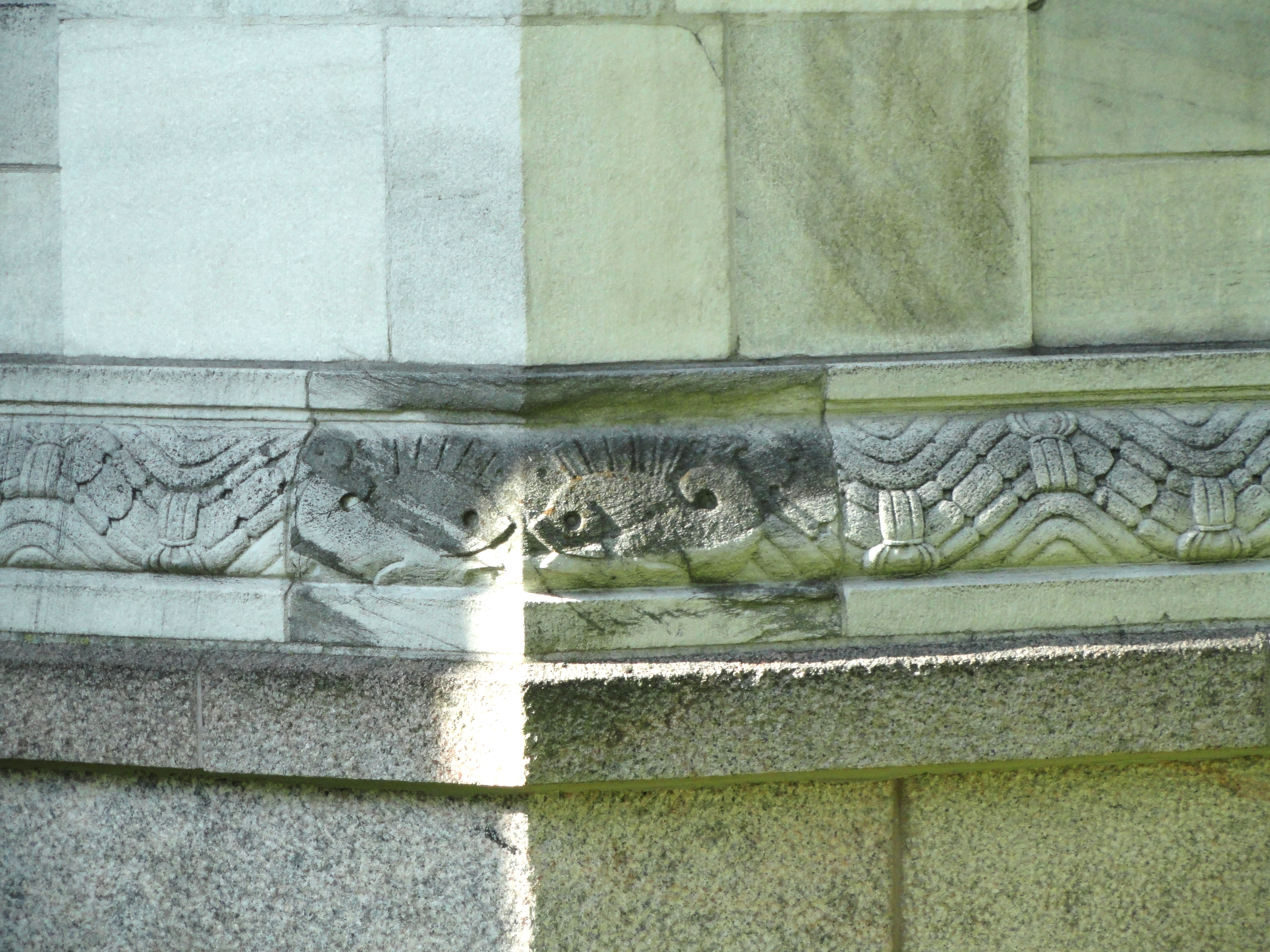
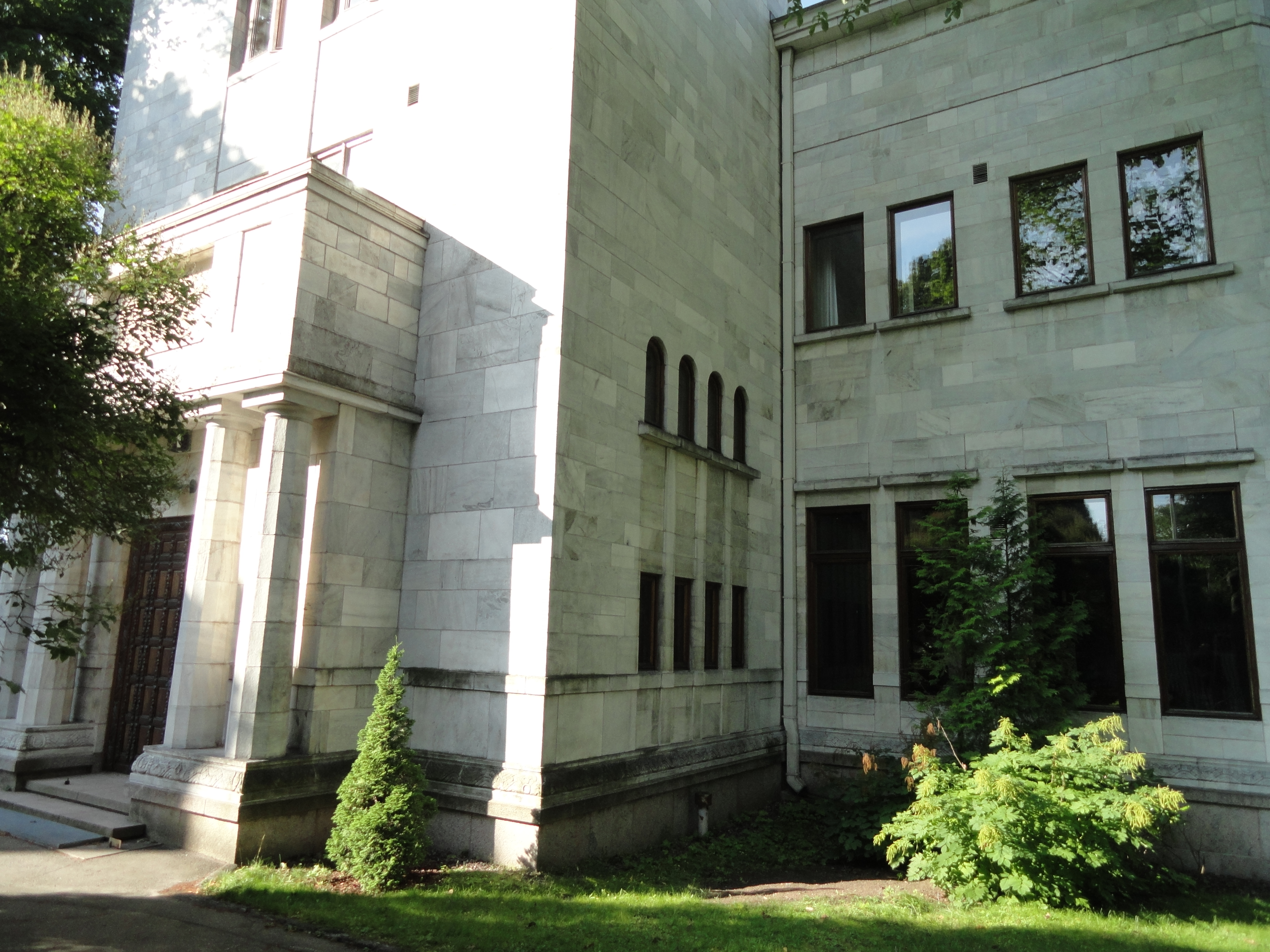
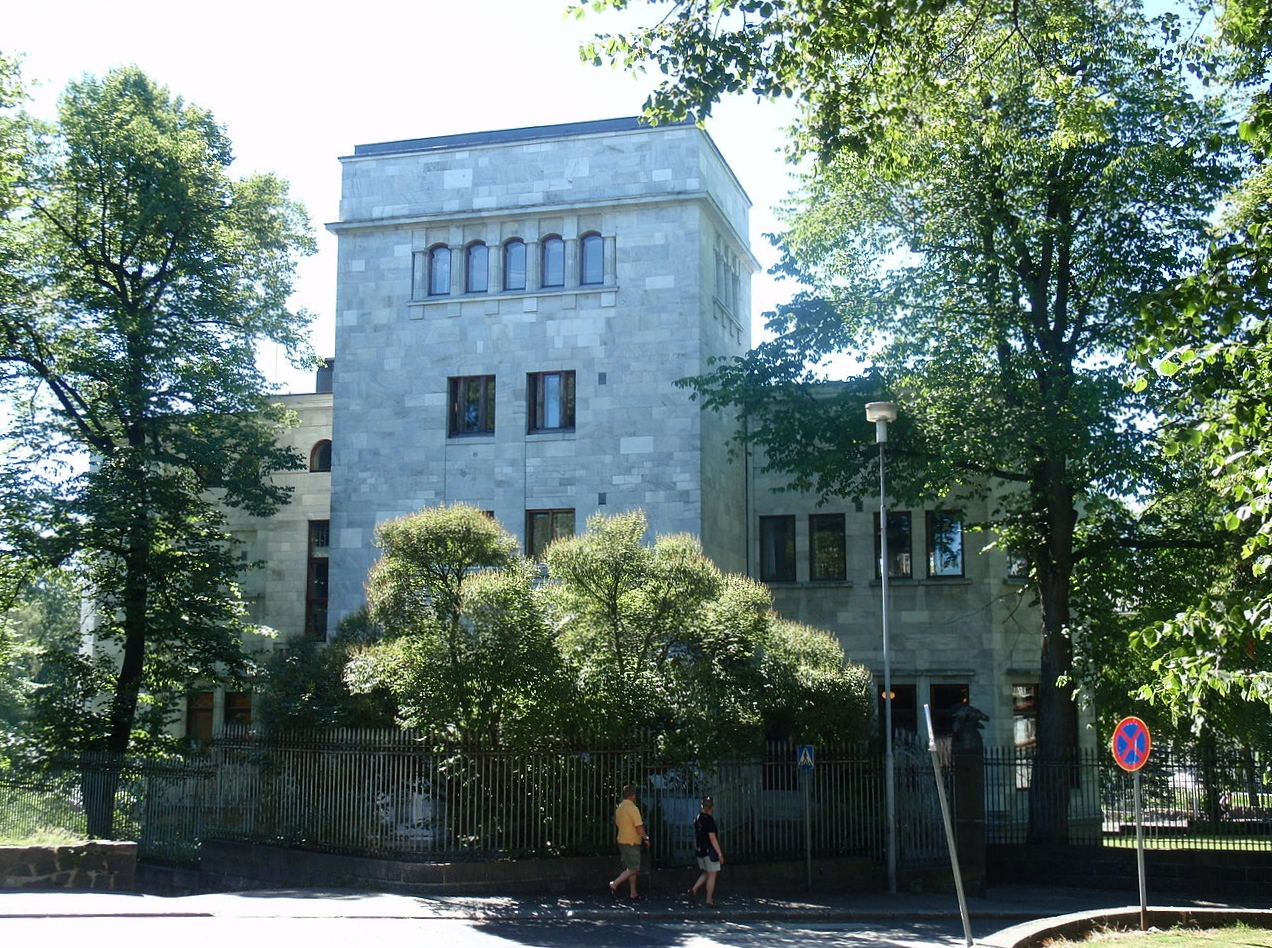